# 佐々木喬
佐々木 喬（ささき たかし 1889年1月15日 - 1969年12月5日）は、日本の農学者。作物学、熱帯農学の権威。特にイネ科の穀物（禾穀類）の研究で名を残した。東京大学名誉教授。

## 経歴
1889年、旧鳥取藩士の子として生まれる。
1914年、東京帝国大学農科大学農学科卒業。大学院を経て1920年に東京帝国大学助教授、1925年に京都帝国大学教授、1929年に東京帝大教授に就任。1949年に退官後、鳥取大学学長を1953年まで務めた。この間、日本作物学会会長、熱帯農業学会会長、綜合農学研究会会長などを歴任した。
1969年12月5日、東京都練馬区小竹町の住宅（後述）で老衰のため死去。80歳。

## 所有した住宅
1934年、同潤会が東京都練馬区に建設した江古田分譲住宅を購入した。当時の佐々木家は11人の大所帯であり、分譲と同時に離れを増築をしているが、その時代の様子が色濃く残る建築物として後世に受け継がれた。建物は復元された後、2010年に「旧同潤会江古田分譲住宅佐々木邸」として国の登録有形文化財に登録されており、孫にあたる能登路雅子が保存会の代表を務めている。

## 著書
- 『日本食用作物』（地球出版 1948年）
- 『日本栽培汎論』（地球出版 1947年）
- 『農業経営の十二ケ月』（新農林新聞社出版部 1941年）
- 『学校農場管理法』（地人書館 1935年）